# Année liturgique du rite de l'Église de Jérusalem
Pour un article plus général, voir Liturgie de saint Jacques.
L'année liturgique de l'Église de Jérusalem est le calendrier liturgique chrétien de la première communauté chrétienne locale de l'Église primitive (de l'âge apostolique).
L'année liturgique peut être envisagée sous deux aspects : l'un diachronique – exposer autant que possible l'origine d'une fête ou d'une tradition liturgique, ainsi que les principales étapes de leur évolution –, et l'autre synchronique – rendre compte brièvement des rubriques relatives à cette fête ou cette tradition liturgique, principalement d'après le lectionnaire arménien et géorgien.

## Début de l'année
La tradition homilétique géorgienne représentée par Jean de Bolnisi a conservé un cycle complet d'homélies pour les dimanches de carême selon les évangiles de la tradition de Jérusalem, y compris le huitième dimanche avant Pâques selon l'ancienne lecture (Lc 7, 36-50). Il existerait également un cycle complet d'homélies pour le carême de l'évêque arabe Théodore Abu Qurra, mais elles sont inédites et on ignore si elles comprennent sept ou huit semaines (cet auteur étant proche de Jean Damascène, il serait logique qu'elles ne comprennent que sept semaines).

### La Grande Semaine
L'originalité de cette semaine est l'office de lectures dans le Martyrium, qui a lieu, au temps d'Égérie, à la 9e heure. Il montre la compréhension de la Passion du Christ que l'on se faisait à Jérusalem, sur les lieux mêmes où elle se déroula. 
Le manuscrit Stavrou 43 de la bibliothèque du Patriarcat grec-orthodoxe de Jérusalem est la principale source qu'il faut ajouter à Égérie et aux deux lectionnaires pour l'étude de cette semaine,.

#### La vigile du vendredi de la Grande Semaine
On entre ici dans la chronologie synoptique, où la nuit du jeudi au vendredi saint concentre plusieurs épisodes : la proskynèse de Jésus (sa prière dans le Jardin des Oliviers), son arrestation, et, le matin, le procès devant Pilate suivi de la flagellation. Bien qu’Égérie n’y fasse pas allusion, les évangiles situent entre l’arrestation et le procès, un épisode de Jésus devant le grand-prêtre (et le « sanhédrin tout entier » dans les synoptiques, avec un déplacement de lieu indiqué par Lc et Jn), le soir juste après l'arrestation chez Mt. et Mc (et Jn), le matin chez Lc, suivi (ou précédé chez Lc) de l'épisode racontant les reniements de Pierre. C'est aussi là, chez le grand-prêtre, que Jésus passe la nuit. Sebastià Janeras, après Charles Renoux, a longuement analysé les sources concernant la procession au cours de laquelle ces évangiles étaient lus.

### Pentecôte

#### De Pâques à Pentecôte
Pour l'eucharistie quotidienne de ce cycle, le système de lecture ancien privilégiait la lectio continua de trois livres bibliques.

#### Les trois processions de Pentecôte
Un jeu sur les chiffres a une fonction symbolique. On en trouve d'autres ailleurs dans la liturgie.

## Deux autres fêtes majeures

### Fête de l'Église: La Dédicace (Encénies) et son octave
En d'autres termes, on a procédé à la dédicace de l'Anastasis et du Martyrium à cette date du mois de septembre dans le but de déplacer la fête plus ancienne, judéo-chrétienne, du mois de décembre.
La fête de la Dédicace ou Encénies (13 septembre)
« La sainte église qui se trouve à l’Anastasis, à l’endroit où le Seigneur est ressuscité après sa passion, a été consacrée à Dieu le même jour (que le Martyrium la veille) (…) la croix du Seigneur a été découverte ce jour-là. » (Égérie, 48, §1) La pèlerine précise que la station se fait, ces deux jours, au Martyrium. D’après le lectionnaire, un peu plus tard, la station du premier jour se fait à l’Anastasis (« dédicace des saints lieux de Jérusalem ») et la seconde seulement au Martyrium (le jour où « l'on montre la vénérable croix à toute l’assemblée »). Une évolution comparable existe dans l’octave de Pâques et de l’Épiphanie : alors qu’Égérie prévoit le même lieu de station pour les deux premiers jours de la fête, le lieu n’est plus le même ultérieurement. Cette évolution au tournant du Ve siècle est significative de l'importance que commence à prendre le culte de la Croix. La dédicace de l'église aurait eu lieu en fait non pas un 13 mais un 17 septembre 335 (d’après la Chronique pascale, PG 92, col. 713). Les ides de septembre (et de novembre), le 13, sont la date de l'epulum Jovis in Capitolio, qui pouvait passer (selon une idée de Baumstark) pour la dédicace du temple de Jupiter capitolin à Rome. La même date devait donc être fêtée aussi à Jérusalem pour le sanctuaire de Jupiter qui avait été construit sur le Tombeau vide (Jérôme, Lettre, 58, §3), et dont le nom de la cité bâtie par Hadrien, Aelia capitolina, rappelle la consécration à Jupiter capitolin. On peut attribuer à Constantin le choix du changement de la date de la dédicace

## Le sanctoral
On peut ici de dresser la liste, non pas de tous les saints (ce serait la tâche d’un index du lectionnaire géorgien, travail qui est par ailleurs en cours de réalisation), mais de toutes les dates du sanctoral qui sont pourvues de lectures, avec un lien à la page du jour de l’année. Dans certains cas, après avoir lu les textes, on peut constater des mots communs aux lectures. Il semble que, conformément à un principe herméneutique que Jacob Mann a mis en évidence dans les homélies juives palestiniennes de la période byzantine.

## Note sur la répartition de la lecture des Évangiles
Cette répartition des Évangiles revient à diviser l'année en trois parties d'à peu près quinze semaines et une partie de sept semaines. En creusant un peu plus, on constate qu'il existe une célébration des Apôtres le septième dimanche après la Pentecôte (dimanche dit « d'Athénogène » dans la tradition géorgienne, de « Vardavar » dans la tradition arménienne). On connaît par ailleurs, dans la tradition liturgique syrienne orientale (ou assyrienne ou chaldéenne), une division de l'année liturgique en sept périodes de sept semaines, avec trois ou quatre semaines intercalaires. Certains détails comme la fête du septième dimanche après la Pentecôte se retrouvent en Palestine byzantine et pointent vers une origine commune du cycle, qui pourrait avoir été l'Église judéo-chrétienne à la source des autres traces d'influence juive que nous avons notées (structure du carême, Encénies, 15 août, 25 décembre et son octave, etc.). En effet la division de l'année en périodes de cinquante jours se retrouve en partie dans le calendrier essénien, qui connaît une fête de type agricole le cinquantième jour après Pentecôte (shavou'ôt) et une autre cinquante jours plus tard, avec des offrandes successives du blé nouveau, du vin nouveau et de l'huile nouvelle (sans oublier à Pâques l'offrande de l'orge nouveau).